# Muse
Muse je engleski progresivni rock glazbeni sastav iz grada Teignmouth, Devon osnovan 1994.g. čiji su članovi Matthew Bellamy (vokal, gitara, klavijature), Chris Wolstenholme (bas-gitara, klavijature, vokal) i Dominic Howard (bubnjevi, udaraljke). Muse je poznat po svom spajanju različitih žanrova poput eksperimentalnog, art, klasičnog, simfonijskog, elektroničkog roka, te po live izvedbama.

## Počeci
Muse je jedan od najuspješnijih rock sastava na svijetu. A sve je krenulo potpuno neobavezno i neozbiljno. Priča o grupi Muse počinje u prvoj polovici 1990-ih u pitomom gradiću Teignmouthu (oko 14.000 stanovnika) na jugu Engleske. Ondje je nekolicina školskih frendova pomalo čačkala u kojekakvim sastavima koji su uglavnom svirali obrade tuđih pjesama, a jedan od njih se zvao Gothic Plague. Kad se jednog dana u grupi pojavio dečko po imenu Matthew Bellamy i preuzeo gitaru, ostatku članova to nije baš najbolje sjelo - kad je novi lik počeo i pjevati te predložio da sviraju vlastite, a ne više tuđe stvari, pokupili su se i otišli. Ostao je samo Matt i bubnjar Dominic Howard, ali onda im se pridružio još jedan bubnjar - Christopher Wolstenholme i umjesto palica latio se bas-gitare.

## Povijest i razvoj Musa
Najprije su se zvali Rocket Baby Dolls, ali nakon što su 1994. pobijedili na lokalnom natjecanju sastava shvatili su da im to ime baš i nije nešto pa su ga promijenili. Dotad su dečki sviranje shvaćali samo kao zezanciju i druženje, ali odjednom su postali nabrijaniji, počeli ozbiljno raditi na stvarima i sasvim se posvetili sastavu. Inače, na Youtubeu možete naći jedan od njihovih najranijih tinejdžerskih nastupa, samo upišite "Muse playing Battle of the Sastavs"... Nije čak ni loše: kao i većina sastava na svijetu tada, opako su se furali na Nirvanu, osim što je zvuk malo više vukao na metal, a vokal bio čišći i nježniji.
Osamnaest godina i šest studijskih albuma kasnije, trojac Matt, Dominic i Chris još uvijek je zajedno, na turnejama pojačan klavijaturistom Morganom Nichollsom. Prošli su mnoge faze i miješali više stilova - alter, space i prog rock, elektroniku i još koješta - i od sastava koji na teške rifove pjeva o svakodnevnici i ljubavnim problemima postali su posvećeni "velikim" temama poput ratova, revolucija, apokalipsa, tehnologije... Je li to još uvijek isti sastav? "To je kao da nekoga pitate je li ista osoba koja je bio prije deset godina", kaže Bellamy i dalje objašnjava:"Danas se još uvijek družite s nekim 
ljudima s kojima ste bili bliski i prije deset godina - s nekima više, s nekima manje - ali neke više uopće ne viđate. A imate i nove prijatelje, s nekima od njih čak ste i bliži nego što ste bili sa starijima. To je sasvim normalno, a tako je također i sa sastavom. Kako se nas trojica razvijamo i mijenjamo, tako se mijenja i sastav, tako se mijenja i okoliš, odnosno glazba oko nas, pa nešto od toga utječe na nas, a nešto ne. Ne mogu shvatiti sastave koji se ponašaju kao da žive u vakuumu, pa su stalno uvijek isti."

## Uvijek jedninstveni
Uoči izlaska novog albuma "The 2th Law" Matt je njegov stil opisao kao "kršćansku gangsta-rap-jazz odiseju, s nešto ambijentalnog buntovnog dubstepa i metal-flamenco-kaubojske psihodelije koja otapa lice...". Naravno, bila je to samo šala, ali poanta je u tome što Muse upija utjecaje oko sebe i koristi ih onako kako želi - na svoj način. Iako su dečki i sada, kao i gotovo svaki put ranije, najavljivali ovaj album kao nešto "radikalno drugačije" i "revolucionarno", krajnji je rezultat novo stapanje se svime ostalim u zvuk koji se stalno mjenja, ali u neku ruku ostaje isti. Kako god da ga odlučite zvati i što god novo u njega utrpali, uvijek je momentalno prepoznatljiv fanovima. Na albumu "Black Holes and Revelations" Muse ima stvar po imenu Supermassive Black Hole. Od svih naslova dosadašnjih pjesama ovaj ga vjerojatno najbolje opisuje: ovaj je sastav golema crna rupa koja uvlači sve oko sebe i širi se, ali svejedno ostaje jednako tajanstvena kao i na početku.

## Diskografija
Sastav je do danas objavio sedam albuma:
- Showbiz (1999.)
- Origin of Symmetry (2001.)
- Absolution (2003.)
- Black Holes and Revelations (2006.)
- The Resistance (2009.)
- The 2nd Law (2012.)
- Drones (2015.)
- Simulation Theory (2018.)
- Will of the People (2022.)

## Vanjske poveznice
- Službene internet stranice glazbenog sastava (engl.)